# Jacobus de Voragine

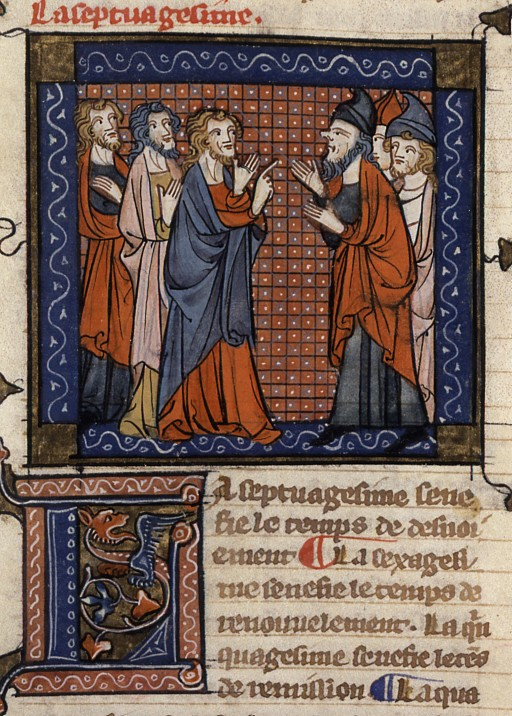
Sida ur Legenda aurea.

Jacobus de Voragine, född cirka 1230 i Voragine (nuvarande Varezze, nära Genua), död 13 juli 1298 i Genua, var en italiensk teolog, ärkebiskop av Genua och krönikör, saligförklarad av påve Pius VII 1816 med festdag 13 juli.

## Biografi
Jacobus de Voragine blev dominikanermunk 1244 i Genua och studerade förmodligen i Paris, Köln och Bologna. Mellan 1260- och 1280-talet gjorde Jacobus karriär inom dominikanerorden. Vid ärkebiskopsutnämningen 1288 blev han förbigången. År 1292 utnämndes han till ärkebiskop av Genua av påve Nicolaus IV, ett ämbete Jacobus innehade fram till sin död 1298. Jacobus var som ärkebiskop en betydande politisk aktör. Inför Bonifatius VIII utnämning till påve, reste Jacobus till Rom i syfte att mäkla fred mellan Genua och Venedig, något han misslyckade med. Åter i Genua, stod det inte heller i ärkebiskopens makt att förhindra att strider utbröt i staden, varvid San Lorenzokatedralen brändes till grunden.
Sedan Jacobus beatificerades 1816 har han sagts vara beskyddare av fred, men under medeltiden var han en av de största författarna. Hans krönikor över kristna personligheter, Legenda aurea (’Gyllene legender’) eller Legenda sanctorum, var en av medeltidens populäraste böcker, och en av de första böckerna som trycktes när boktryckarkonsten blivit uppfunnen. Detta verk har kommit att utforma legenderna om och dyrkan av de första helgonen. Verket innehåller även beskrivningar av kyrkliga fester. Boken utgavs i urval i svensk översättning 1928.
Bland hans andra alster finns Chronicon Ianuense eller Chronicon januense (’Krönika över Genua’), en krönika över Genuas historia, börjande med Janus, stadens mystiske grundläggare och slutande 1297. Sista kapitlet är en biografisk förteckning över Genuas ärkebiskopar, författaren medtagen.
Jacobus har även skrivit bland annat Marialis, 160 predikningar över madonnans attribut.